# Shape of You
Shape of You – singel brytyjskiego piosenkarza Eda Sheerana. Twórcami tekstu utworu są Ed Sheeran, Steve Mac, Johnny McDaid, Kandi Burruss, Tameka Cottle oraz Kevin Briggs, natomiast jego produkcją zajęli się Ed Sheeran i Steve Mac. Singel został wydany 6 stycznia 2017, tego samego dnia ukazał się również drugi singel „Castle on the Hill”. Został umieszczony na albumie ÷. Utwór stał się hitem numer jeden w trzydziestu krajach na całym świecie, w większości z nich pokrywając się platyną i multiplatyną, a także w Polsce - diamentem, dzięki czemu album, z którego pochodzi ta piosenka, również osiągnął sukces komercyjny.

## Teledysk
5 stycznia 2017 roku na oficjalnym kanale Vevo artysty ukazało się oficjalne lyric wideo. Wyreżyserowany przez Jasona Koeniga teledysk został nakręcony w Seattle, a jego premiera miała miejsce 30 stycznia 2017 roku. W obrazie występują amerykańska tancerka oraz modelka Jennie Pegouskie oraz emerytowany zawodowy zapaśnik sumo Yamamotoyama Ryūta. Do 2 lutego 2020 roku teledysk posiadał 4 miliardy 600 milionów odtworzeń.

## Track lista i formaty singla
|  | Digital download - „Shape of You” – 3:53 Digital download (Galantis Remix) - „Shape of You” (Galantis Remix) – 3:15 Digital download (Acoustic) - „Shape of You” (Acoustic) – 3:43 Digital download (Stormzy Remix) - „Shape of You” (Stormzy Remix) – 3:51 Digital download (Major Lazer Remix) - „Shape of You” (Major Lazer Remix featuring Nyla & Kramium) – 3:12 Digital download (Latin Remix) - „Shape of You” (Latin Remix featuring Zion & Lennox) – 3:57 German CD single - „Shape of You” – 3:53 - „Shape of You” (Acoustic) – 3:43 | Promotional single (Wale Remix) - „Shape of You” (Wale Remix) – 4:02 Promotional single (Remixes) - „Shape of You” (Jack Wins Remix) – 6:09 - „Shape of You” (Jack Wins Radio Edit) – 3:20 - „Shape of You” (Promo Only Jack Wins Intro Edit) – 3:47 - „Shape of You” (Decoy Remix) – 2:55 Promotional single (DJ Mike D Remix) - „Shape of You” (DJ Mike D Radio Edit) – 3:51 - „Shape of You” (DJ Mike D Mixshow Edit) – 4:17 Promotional single - „Shape of You” – 3:53 - „Shape of You” (Instrumental) – 3:53 |

## Notowania
| Lista przebojów (2017)                        | Najwyższa pozycja |
| --------------------------------------------- | ----------------- |
| Argentyna (Monitor Latino)                    | 2                 |
| Australia (Top 50 Singles)                    | 1                 |
| Austria (Ö3 Austria Top 40)                   | 1                 |
| Belgia (Ultratop 50 Singles, Flandria)        | 1                 |
| Belgia (Ultratop 50 Singles, Walonia)         | 1                 |
| Czechy (Singles Digitál Top 100)              | 1                 |
| Dania (Track Top-40)                          | 1                 |
| Finlandia (Suomen virallinen lista – Singlet) | 1                 |
| Francja (SNEP)                                | 1                 |
| Hiszpania (PROMUSICAE)                        | 1                 |
| Holandia (Single Top 100)                     | 1                 |
| Irlandia (Singles Chart)                      | 1                 |
| Izrael (Media Forest)                         | 1                 |
| Japonia (Japan Hot 100)                       | 10                |
| Kanada (Billboard Canadian Hot 100)           | 1                 |
| Korea Południowa (Gaon)                       | 1                 |
| Niemcy (Media Control Charts)                 | 1                 |
| Norwegia (VG-Lista)                           | 1                 |
| Nowa Zelandia (Recorded Music NZ)             | 1                 |
| Polska (AirPlay – Top)                        | 1                 |
| Portugalia (AFP)                              | 1                 |
| Rosja Airplay (Tophit)                        | 1                 |
| Rumunia (Airplay 100)                         | 1                 |
| Słowacja (Singles Digitál Top 100)            | 1                 |
| Słowenia (SloTop50)                           | 1                 |
| Stany Zjednoczone (Hot 100)                   | 1                 |
| Szwajcaria (Top 50 Singles)                   | 1                 |
| Szwecja (Sverigetopplistan)                   | 1                 |
| Węgry (Single (track) Top 40 lista)           | 1                 |
| Wielka Brytania (UK Singles Chart)            | 1                 |
| Włochy (FIMI)                                 | 1                 |

| Kraj                     | Certyfikat          | Sprzedaż   |
| ------------------------ | ------------------- | ---------- |
| Australia (ARIA)         | 4× platynowa płyta  | 280 000+   |
| Austria (IFPI Austria)   | platynowa płyta     | 30 000+    |
| Belgia (BEA)             | 2x platynowa płyta  | 60 000+    |
| Dania (IFPI Denmark)     | platynowa płyta     | 30 000+    |
| Hiszpania (PROMUSICAE)   | 2x platynowa płyta  | 80 000+    |
| Francja (SNEP)           | diamentowa płyta    | 250 000+   |
| Kanada (Music Canada)    | 6x platynowa płyta  | 240 000+   |
| Niemcy (BVMI)            | 3x złota płyta      | 600 000+   |
| Nowa Zelandia (RMNZ)     | 2x platynowa płyta  | 60 000+    |
| Polska (ZPAV)            | 5x diamentowa płyta | 500 000+   |
| Stany Zjednoczone (RIAA) | 2x platynowa płyta  | 2 000 000+ |
| Wielka Brytania (BPI)    | 3x platynowa płyta  | 1 600 000+ |
| Włochy (FIMI)            | 4x platynowa płyta  | 200 000+   |